# Polizeipräsidium Ravensburg
Das Polizeipräsidium Ravensburg mit Sitz in Ravensburg ist das für die Landkreise Ravensburg, Sigmaringen und den Bodenseekreis zuständige Polizeipräsidium der Polizei Baden-Württemberg. Die Dienststelle wurde im Zuge der Polizeistrukturreform 2020 neu eingerichtet und nahm am 1. Januar 2020 ihre Tätigkeit auf. Zuvor war das Polizeipräsidium Konstanz für die genannten Landkreise zuständig.

## Organisation
Das Polizeipräsidium Ravensburg gliedert sich wie die übrigen Präsidien in Baden-Württemberg in die Schutzpolizeidirektion, die Kriminalpolizeidirektion und die Verwaltung. Die Leitungsebene besteht aus dem Polizeipräsidenten, den Stabsstellen Öffentlichkeitsarbeit und Controlling/Qualitätsmanagement sowie dem Führungs- und Einsatzstab und dem Referat Prävention. Daneben sind der örtliche Personalrat, die Beauftragte für Chancengleichheit und die Schwerbehindertenvertretung angesiedelt. Im Polizeipräsidium Ravensburg arbeiten etwa 870 Beamte der Schutzpolizei, ca. 200 Beamte der Kriminalpolizei und etwa 170 Angestellte im Nichtvollzug.
Der Zuständigkeitsbereich umfasst eine Fläche von 3501 km² mit 86 Städten und Gemeinden und deckt damit etwa 10 Prozent der Fläche Baden-Württembergs ab. Insgesamt betreut das Polizeipräsidium Ravensburg auf diesem Gebiet rund 650.000 Einwohner.

## Führungsebene

### Polizeipräsident
Seit Januar 2020 übt Uwe Stürmer das Amt des Polizeipräsidenten aus. Sein Stellvertreter ist Polizeivizepräsident Fred Braun.

### Stabsstellen Controlling/Qualitätsmanagement und Öffentlichkeitsarbeit
Die Stabsstelle Öffentlichkeitsarbeit ist erster Ansprechpartner bei aktuellen Einsatzlagen und allgemeinen Anliegen für regionale und überregionale Medien. Sie ist neben den Polizeidienststellen vor Ort ebenfalls Ansprechstelle für allgemeine Bürgerbelange. Darüber hinaus ist das Polizeipräsidium Ravensburg auch in den sozialen Medien auf Facebook und Twitter vertreten. Die tägliche Polizeiarbeit sowie anlass- und zielgruppenorientierte Veröffentlichung sind Gegenstand der platzierten Themen auf den verschiedenen Kanälen.
Die Stabsstelle Strategisches Controlling und Qualitätsmanagement unterstützt u. a. mit Kundenbefragungen, der Gestaltung von Prozessabläufen und Maßnahmen zur Qualitätssicherung die Umsetzung der Qualitätsstrategie des Polizeipräsidiums Ravensburg.

### Referat Prävention
Die polizeiliche Präventionsarbeit dient der vorbeugenden Kriminalitätsbekämpfung und der Vorbeugung von Verkehrsunfällen. Mit zielgruppenspezifischen Kampagnen, zum Beispiel für Schulklassen oder Senioren, greift das Referat unterschiedliche Themenbereiche wie zum Beispiel „Gewalt“, „Mediengefahren“ oder „Trickbetrug“ auf. Bei den Kriminalpolizeilichen Beratungsstellen des Polizeipräsidiums Ravensburg erfahren Bürgerinnen und Bürger, wie sie ihre Wohnung oder ihren gewerblichen Betrieb vor Einbrüchen sichern können.
Kriminalpolizeiliche Beratungsstelle im:
- Landkreis Ravensburg in Weingarten
- Landkreis Sigmaringen in Sigmaringen
- Bodenseekreis in Friedrichshafen

### Führungs- und Einsatzstab
Das Herz des Polizeipräsidiums Ravensburg ist der Führungs- und Einsatzstab. Hier werden alle eingehenden Einsatzanforderungen koordiniert und Einsatzszenarien geplant und an die aktuellen Lageerfordernisse angepasst. Im rund um die Uhr besetzten Führungs- und Lagezentrum gehen alle 110-Notrufe und sonstigen Alarmmeldungen aus dem Zuständigkeitsbereich des Polizeipräsidiums Ravensburg ein.

## Schutzpolizeidirektion
Der Schutzpolizei sind insgesamt acht Polizeireviere und 19 Polizeiposten nachgeordnet. Die Polizeireviere befinden sich in 
- Bad Saulgau mit den Polizeiposten Mengen und Pfullendorf
- Friedrichshafen mit den Polizeiposten FN-Altstadt, FN-Flughafen, Immenstaad, Langenargen, Meckenbeuren und Tettnang
- Leutkirch mit dem Polizeiposten Bad Wurzach
- Ravensburg
- Sigmaringen mit den Polizeiposten Gammertingen, Meßkirch und Stetten a.k.M.
- Überlingen mit den Polizeiposten Markdorf, Meersburg und Salem
- Wangen mit den Polizeiposten Isny und Vogt
- Weingarten mit den Polizeiposten Altshausen und Bad Waldsee

Zur Schutzpolizeidirektion gehört außerdem die Verkehrspolizeiinspektion, deren Beamtinnen und Beamte auf die Verkehrsüberwachung, die Aufnahme komplexer Unfalllagen sowie auf Ermittlungen mit verkehrsrechtlichen Schwerpunkten spezialisiert sind. Die Verkehrspolizeiinspektion unterhält zwei Standorte des Verkehrsdienstes in Ravensburg und Kißlegg sowie eine Verkehrsdienst-Außenstelle in Sigmaringen.
Die Polizeihundeführerstaffel mit den Standorten in Ravensburg und Pfullendorf unterstützt im täglichen Dienst die Schutz- und Kriminalpolizei bei der Erfüllung ihrer Aufgaben. Aufgrund ihrer unterschiedlichen Spezialausbildung können die Hunde nach Drogen, Sprengstoffen, Brandmitteln oder nach Leichen suchen. Darüber hinaus haben alle eingesetzten Diensthunde eine Schutzhundeausbildung, um beispielsweise bei der Festnahme gewaltbereiter Täter mitwirken oder gegen randalierende Gruppen vorgehen zu können.
Der Fachbereich Gewerbe/Umwelt mit Dienstsitz in Ravensburg kontrolliert und ermittelt präsidiumsweit in umwelt- und gewerbetypischen Deliktsbereichen.

## Kriminalpolizeidirektion Friedrichshafen
Die Kriminalpolizeidirektion hat ihren Sitz in Friedrichshafen und koordiniert und steuert dort den Einsatz aller kriminalpolizeilichen Einsatzkräfte im Zuständigkeitsbereich des Polizeipräsidiums Ravensburg. Knapp 200 Kriminalbeamtinnen- und beamte stehen hierbei zur Bekämpfung der mittleren und schweren Kriminalität zur Verfügung. Am Sitz der Kriminalpolizeidirektion in Friedrichshafen werden die Ermittlungskapazitäten in acht Kriminalinspektionen gebündelt:
- Kriminalinspektion 1: Kapital-, Sexual- und Amtsdelikte
- Kriminalinspektion 2: Raub-, Eigentums-, jugendspezifische Kriminalität
- Kriminalinspektion 3: Wirtschaftskriminalität, Korruption, Umweltdelikte
- Kriminalinspektion 4: Organisierte Kriminalität und Rauschgiftkriminalität
- Kriminalinspektion 5: Cybercrime und Digitale Spuren
- Kriminalinspektion 6: Staatsschutz
- Kriminalinspektion 7: Einsatz-/Ermittlungsunterstützung, KDD, Datenstation
- Kriminalinspektion 8: Kriminaltechnik

In Ravensburg und Sigmaringen organisieren die dortigen Kriminalkommissariate alle kriminalpolizeilichen Aufgaben direkt vor Ort, um eine zeit- und bürgernahe Bearbeitung zu gewährleisten. Rund um die Uhr steht der zentral in Ravensburg stationierte und für den gesamten Bereich des Polizeipräsidiums zuständige Kriminaldauerdienst zur Verfügung. Eine schnelle Verfügbarkeit von kriminalpolizeilich spezialisierten Kräften ist so sichergestellt.

## Verwaltung
Die Verwaltung stellt die Rechts- und Planungssicherheit her. Die Referate Finanzen, Personal sowie Recht und Datenschutz erstellen u. a. die Haushalts- und Finanzplanung, steuern die Personalplanung und -entwicklung und bearbeiten sämtliche Rechts- und Prozessangelegenheiten. Daneben kümmern sie sich auch um die Belange des Datenschutzes und der Arbeits- und IT-Sicherheit.